# Alcoa (Tennessee)
Alcoa è una città degli Stati Uniti d'America, situata nello Stato del Tennessee, nella contea di Blount.
Il nome della città deriva dalla sigla dell'Alcoa (Aluminum Company of America), la città è un importante sito di produzione dell'alluminio.